# Aleksandr Borczaninow
Aleksandr Łukicz Borczaninow (ros. Алекса́ндр Луки́ч Борчани́нов, ur. 10 października 1884 ze wsi Ziukaj w guberni permskiej, zm. 23 marca 1932 w Rostowie nad Donem) – rosyjski rewolucjonista, radziecki polityk, wojskowy i działacz partyjny.

## Życiorys
1901-1903 uczył się w szkole mierniczej w Ufie (nie ukończył), 1903 wstąpił do SDPRR, bolszewik, w marcu 1904 aresztowany, w listopadzie 1904 zwolniony. W maju 1905 aresztowany i zwolniony, 29 maja 1905 ponownie aresztowany, 18 października 1905 zwolniony, 17 maja 1906 aresztowany i skazany na zesłanie do guberni jakuckiej, 16 marca 1917 amnestionowany. 
Od lipca do listopada 1917 przewodniczący Rady Motowiłichninskiej (obecnie część Permu, w listopadzie-grudniu 1917 i ponownie od marca do czerwca 1918 przewodniczący Permskiej Rady Miejskiej, w czerwcu-lipcu 1918 dowódca oddziału Czerwonej Gwardii, w sierpniu-wrześniu 1918 dowódca 4 Uralskiej Dywizji Piechoty. Od września do listopada 1918 wojskowy komisarz 4 Uralskiej Dywizji Piechoty, w listopadzie-grudniu 1918 wojskowy komisarz 30 Irkuckiej Dywizji Piechoty, od grudnia 1918 do października 1919 wojskowy komisarz 29 Dywizji Piechoty, od października 1919 do kwietnia 1920 dowódca oddziału partyzanckiego. Od czerwca do sierpnia 1920 przewodniczący odeskiego gubernialnego komitetu rewolucyjnego, od sierpnia 1920 do stycznia 1921 komisarz wojskowy 2 Armii Konnej, od lutego do kwietnia 1921 kierował zakładaniem Kolei Permskiej, od kwietnia do lipca 1921 kierownik Wydziału Agitacyjno-Propagandowego Permskiego Gubernialnego Komitetu RKP(b). Od 1 lipca 1921 do 6 lutego 1922 przewodniczący permskiej gubernialnej Czeki, od 6 lutego do maja 1922 przewodniczący permskiego gubernialnego oddziału GPU, od grudnia 1922 do listopada 1923 przewodniczący Komitetu Wykonawczego Tiumeńskiej Rady Gubernialnej, od grudnia 1923 do listopada 1924 przewodniczący Komitetu Wykonawczego Rady Okręgowej w Złatouście. Od grudnia 1924 do lutego 1926 przewodniczący Komitetu Wykonawczego Permskiej Rady Obwodowej, od lutego 1926 do października 1928 instruktor WCIK, od października 1928 do 1929 przewodniczący gubernialnej komisji planowania w Tule, 1929-1930 kierownik okręgowego oddziału rolniczego w Krasnodarze, 1930-1931 kierownik Wydziału Organizacyjnego Czeczeńskiego Komitetu Obwodowego WKP(b), przewodniczący Rostowskiej Komisji Kontrolnej WKP(b). Odznaczony Orderem Czerwonego Sztandaru (1923).